# 블루투스 동글
블루투스 동글(Bluetooth dongle)은 기본적으로 블루투스를 지원하지 않는 기기에 연결하면 블루투스를 사용할 수 있게 해주는 액세서리이다.